# Salaberga

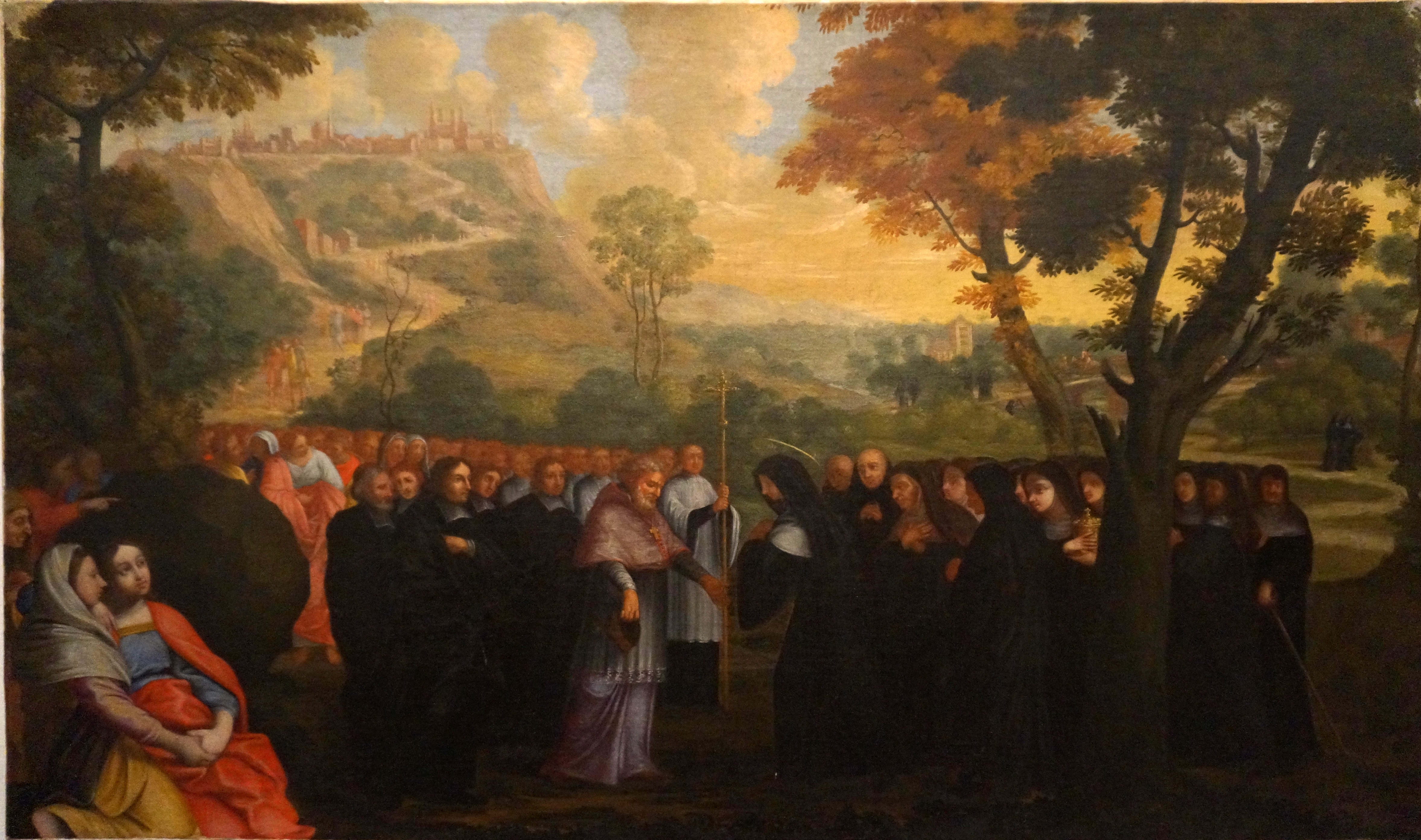
Empfang der heiligen Salaberga und ihres Konvents durch Bischof Attola von Laon; Gemälde des 17. Jahrhunderts

Salaberga, auch Sadalberga, althochdeutsch „die gütige Beschützerin“, (* um 605 in Val-de-Meuse; † um 670 in der Abtei Notre-Dame de Laon) war eine Klostergründerin und Äbtissin im Frankenreich unter der Herrschaft der Merowinger. Sie wird in der katholischen Kirche als Heilige verehrt.
Ihre Lebensgeschichte bildet den Kern einer kurzen Hagiographie aus der Spätphase der Merowingerzeit, der Vita Sadalbergae.

## Leben

### Herkunft und Familie
Salaberga wurde um das Jahr 605 in der Villa Mosa, die in Val-de-Meuse am Oberlauf der Mosel lokalisiert werden kann, geboren. Sie war die Tochter von Gundoin, Dux des Pagus Bassianensis sowie des Gebiets um das Berner Jura, und seiner Frau Saretrud. Sie entstammte einer einflussreichen Adelsfamilie im nördlichen Burgund, die insbesondere im Gebiet des Bassigny über umfangreiche Güter verfügte und den Sippen der Agilolfinger und Burgundofarones verwandtschaftlich verbunden war. Benannt nach Salabergas Vater, dem späteren ersten Herzog des Elsass, blieb das Geschlecht der Gundoinen insbesondere als Gründungssippe des Klosters Weißenburg um den Speyerer Bischof Dragobodo in Erinnerung.
Salaberga hatte noch vier Geschwister, darunter Fulculfus-Bodo als jüngeren und Leudinus Bodo, den späteren Bischof von Toul, als älteren Bruder.

### Leben und Klostergründung
Die Lebensgeschichte Salabergas ist neben der umfassenden Vita Sadalbergae zudem noch in Teilen durch die Vita sancti Columbani des Jonas von Bobbio überliefert, die dieser um die Jahre 640 bis 643 als Mönch der Abtei Bobbio verfasste.
Nach der Schilderung des Jonas wurde Salaberga blind geboren und deswegen von ihren Eltern der Öffentlichkeit verborgen.
Eustasius, der zweite Abt des Klosters Luxeuil, der aus der mächtigen burgundischen Sippe der Waltriche um die Herzöge Chramnelenus und Amalgar stammte, war Gundoin wohl freundschaftlich, möglicherweise sogar familiär verbunden. Er befand sich um das Jahr 617 auf seinem Rückweg von einer Missionstätigkeit bei den Bajuwaren und wurde in der Villa Mosa als Gast bewirtet. Als ihm Salaberga auf seine Bitte hin von Gundoin und seiner Ehefrau vorgestellt wurde, heilte er das Mädchen von ihrer Blindheit, indem er ihre Augen mit geweihtem Öl benetzte.
Nach dieser wundersamen Genesung blieb Salaberga in den folgenden Jahren in engem Kontakt mit Eustasius, der die junge Frau auch in ihrem Wunsch unterstützte, dem weltlichen Leben zu entsagen und als Nonne in die Abtei Remiremont einzutreten, die wenige Jahre zuvor von dem Luxeuiler Mönch Romaric im Herzogtum ihres Vaters gegründet worden war.
Weil ihre Eltern Salaberga den Eintritt ins Kloster verwehrten, heiratete sie auf Wunsch ihres Vaters um das Jahr 628 einen fränkischen Adligen namens Richramnus, der Beziehungen zum austrasischen Hof unterhielt. Richramnus starb jedoch bereits nach zwei Monaten, und früh verwitwet zog sich Salaberga daraufhin ohne das Einverständnis ihrer Eltern in die Abtei Remiremont zurück.
Doch bereits zwei Jahre später verfügte der fränkische König Dagobert I., dass Salaberga dem klösterlichen Leben wieder zu entsagen habe. Auf königlichen Wunsch und auf Anraten ihres Vaters heiratete sie erneut. Die zweite Ehe ging sie mit einem engen Ratgeber Dagoberts, Blandinus oder Boso, ein. Nach Auskunft der Vita Sadalbergae verlief diese Ehe überaus glücklich und Salaberga wurden die Söhne Eustasius und Balduin sowie die Töchter Saretrude, Ebana und Anstrude geboren. Blandinus-Boso, in der Vita als sehr gottesfürchtig beschrieben, unterstützte seine Ehefrau in dem Bestreben, ein Leben voll Frömmigkeit und Nächstenliebe zu führen.
Noch vor 660 entsagten Salaberga und ihr Ehemann dem weltlichen Leben. Blandinus-Baso zog sich als Eremit in die Wälder seiner Güter zurück, während Salaberga in einem namentlich nicht bekannten Ort nahe Langres ein Frauenkloster gründete, das sie selbst als Äbtissin leitete. Infolge der gewaltsamen Auseinandersetzungen, die in Austrasien dem Tod König Sigiberts III. und der Inthronisation Childeberts folgten, sah sich Salaberga gezwungen, die Gründung wieder aufzugeben und das Kloster an einen sicheren Ort zu verlegen. Auf Ratschlag von Waldebert von Luxeuil entschied sie sich für Laon. Über die Gründe für eine Verlegung in das neustrische Teilreich geben die Quellen keine Auskunft, jedoch könnte die intensive Freundschaft, die Waldebert mit den Bischöfen von Laon, Chagnoald und Attola, pflegte, eine Erklärung dafür bieten.
Bischof Attola von Laon wies Salaberga ein freies Grundstück im Südwesten der Stadt zu und im Jahr 660 errichtete sie dort, unter tätiger Mitwirkung von Waldebert, eine Abtei für Nonnen und Mönche, die als Doppelkloster unter dem Patrozinium der heiligen Maria geweiht wurde. Da die Klostergründung aus dem Familienvermögen Salabergas finanziert wurde, und wegen der engen Bindung, die ihre Familie zum austrasischen Königshaus unterhielt, bildete die Abtei faktisch einen Brückenkopf Austrasiens im neustrischen Teilreich – ein Umstand, der in der nachfolgenden Auseinandersetzung zwischen den Hausmeiern Pippin und Ebroin um die Vorherrschaft im Frankenreich noch eine wichtige strategische Rolle spielen sollte.
Nach knapp zehnjährigem Abbatiat starb Salaberga um das Jahr 670 in der von ihr begründeten Abtei und wurde wahrscheinlich auch dort bestattet. Ihre Grabstelle hat sich jedoch nicht erhalten, da die Abtei Notre-Dame de Laon in den Hugenottenkriegen teilweise verwüstet wurde.

## Verehrung
Der Gedenktag Salabergas wird von der katholischen Kirche am 22. September begangen.